# Brass Construction
 (mars 2025).
Si vous disposez d'ouvrages ou d'articles de référence ou si vous connaissez des sites web de qualité traitant du thème abordé ici, merci de compléter l'article en donnant les références utiles à sa vérifiabilité et en les liant à la section « Notes et références ».
Brass Construction était un groupe américain de funk créé à Brooklyn par Randy Muller.

## Biographie
Origine
Le groupe Brass Construction a été fondé par Randy Muller et lui a permis d'expérimenter des compositions à l’avant-garde du disco.
Né au Guyana en 1956, Randy Muller y passe 8 ans avant de rejoindre sa grand-mère à Brooklyn. Il y excelle à l’école et ses parents souhaitent qu'il devienne ingénieur ou médecin. Son intérêt se fixe toutefois sur la scène musicale locale et il dévore avec l'approbation de ses professeurs la théorie musicale. Flûtiste au sein du groupe des Panharmonics, il est fasciné par leur section cuivre.
En 1968, Randy Muller monte le groupe Dynamic Soul avec deux copains, Larry Payton à la batterie, et Wade Williamston à la basse. Randy Muller y joue du piano et arrange les morceaux. Le groupe est repéré par Motown mais Randy Muller refuse de signer le contrat afin de préserver l'identité sonore du groupe.
Il rencontre ensuite Jeff Lane, le futur producteur de B.T. Express, qui l'engage comme arrangeur.
Début des années 1970
En 1972, Joseph Wong, à la guitare, Wayne Parris et Morris Price, à la trompette, Mickey Grudge et Jesse Ward, aux saxophones, incorporent le groupe qui prend alors le nom de Brass Construction. Ils enregistrent leur premier 45 tours : Two Timin Lady / Take It Easy. La production est signée Jeff Lane et les morceaux composés par Randy Muller.
En 1975, le groupe signe chez United Artists.
Randy, auteur et compositeur des titres du groupe, est fortement influencé par les parties instrumentales de groupes tels que Kool & the Gang, Blood, Sweat & Tears ou Chicago. À la demande de la maison de disques, il intègre de courtes parties chantées intégrées dans le compositions comme une ligne de cuivre. Ainsi naissent les tubes Movin et Changin. Randy s’appuie pour la composition des morceaux d’une part sur les jam sessions, d’autre part sur les cours de musique qu’il suit au Hunter College.
Movin' arrive n°1 des charts R&B et rentre dans le top 20 des charts Pop. L’album est disque de Platine.
Fin des années 1970
En 1976, sort le deuxième album, entièrement composé par Randy Muller. Cet album est mâtinée d'influences diverses, notamment latines et jamaïcaines.
En 1977, Brass Construction III connaît aussi un grand succès grâce au titre L-O-V-E-U.
Petit à petit, Randy Muller se détache de l’écriture et laisse les autres musiciens coécrire avec lui. Ainsi, sur l'album Brass Construction 5, le titre Music Makes You Feel Like Dancing est composé par le batteur Larry Payton.
En 1979 sort Brass Construction 6, Randy Muller n'y signe aucun titre. Ces deux albums connaissent un moindre succès par rapport aux précédents. Randy Muller les décrit comme "édulcorés et manquant de fraîcheur".
Les années 1980
Ils changent de maison de disques pour Liberty en 1982.
Sort ensuite l'album Attitudes, produit par Randy Muller. Les sons deviennent moins organiques, plus synthétiques. Le passage chez Capitol les fait renouer avec le succès. L’introduction de boîtes à rythmes introduit la sonorité du groupe dans une dynamique très contemporaine typique des années 1980.
Ils signent dans ce style leurs trois derniers album : Conversations (1983), Renegades (1984) et Conquest (1985).
La qualité des productions des albums de Brass Construction ainsi que leurs prestations scéniques légendaires en font l’un des groupes de disco-funk les plus populaires et les plus respectés encore aujourd’hui.
Brass construction a considérablement influencé la musique afro-américaine en y injectant une dimension symphonique. Leurs compositions sont une invitation à la danse, la méditation et au voyage spirituel. Le groupe est régulièrement samplé par les artistes de rap, RnB et autres DJ's.

## Membres
- Jeff Lane (producteur)

- Jesse Ward, Jr. (décédé)
- Joseph Arthur Wong (décédé)
- Larry Payton (décédé)
- Michael Grudge
- Morris Price
- Randy Muller
- Sandy Billups
- Wade Williamston
- Wayne Parris

## Discographie

### Albums
- 1975 : Brass Construction, (United Artists Records)
- 1976 : Brass Construction II, (United Artists Records)
- 1977 : Brass Construction III, (United Artists Records)
- 1978 : Brass Construction IV, (United Artists Records)
- 1979 : Brass Construction 5, (United Artists Records)
- 1980 : Brass Construction 6, (United Artists Records)
- 1982 : Attitudes, (Liberty)
- 1983 : Conversations, (Capitol)
- 1984 : Renegades, (Capitol)
- 1985 : Conquest, (Capitol)

### Compilations
- 1991 : Golden Classics, (Collectables)
- 1993 : The Best of Movin' & Changin', (Emi)
- 1997 : Get up to Get Down: Brass Construction's... (Capitol)
- 1998 : Live, (Collectables)
- 2002 : Classic Masters, (Capitol)

### Singles
- 1975 : Changin'
- 1978 : We
- 1979 : Music Makes You Feel Like Dancing
- 1982 : Can You See The Light
- 1983 : Walkin' The Line
- 1984 : International
- 1984 : Never Had A Girl
- 1984 : Partyline
- 1985 : Zig Zag
- 1988 : Ha Cha Cha
- 1988 : Movin'

## Producteurs
Randy Muller, Wade Williamston, Jeff Lane